# Présidence hongroise du Conseil de l'Union européenne en 2024
Présidence belge du Conseil de l'Union européenne en 2024 Présidence polonaise du Conseil de l'Union européenne en 2025
La présidence hongroise du Conseil de l'Union européenne en 2024 est la deuxième présidence tournante du Conseil de l'Union européenne assurée par la Hongrie.
La Hongrie succède à la Belgique au siège de la présidence le 1er juillet 2024. La présidence suivante est assurée par la Pologne à partir du 1er janvier 2025.

## Objectifs
La présidence hongroise mettra l'accent sur les priorités suivantes :
- Accroître la compétitivité de l'UE
- Renforcer la politique de défense de l'UE
- Faire en sorte que la politique d'élargissement soit cohérente et repose sur le mérite
- Endiguer l'immigration irrégulière
- Façonner l'avenir de la politique de cohésion
- Promouvoir une politique agricole de l'UE axée sur les agriculteurs
- Relever les défis démographiques

## Identité visuelle

### Logo
Le Rubik's Cube, célèbre invention hongroise, est utilisé dans le logo de la présidence. C'est un symbole de la mondialisation.

### Devise
La devise « Make Europe Great Again » (en français « Rendre à l’Europe sa grandeur ») est critiquée pour sa ressemblance avec le slogan de campagne du président américain Donald Trump : « Make America Great Again » (en français « Rendre à l'Amérique sa grandeur »). 

## Événements
Le Courrier international révèle que la cérémonie sera notamment présidée par le cardinal hongrois Péter Erdő à la cathédrale Saints-Michel-et-Guduleest, et que ce dernier n'hésite pas à qualifier l'immigration d'« invasion ».
Le 2 juillet, Viktor Orbán, alors à la présidence du Conseil de l'Union européenne, est en visite à Kiev et demande à Volodymyr Zelensky d'envisager un cessez-le-feu.
Le 5 juillet, Viktor Orbán est en visite en Russie. Il propose de « se mettre entre l’Ukraine et la Russie »[source détournée]. Cette visite irrite beaucoup les politiciens européens : pour Josep Borrell, Viktor Orbán « ne représente donc pas l'UE, en aucune manière » ; pour Charles Michel, « la Russie est l'agresseur l'Ukraine est la victime, la présidence tournante de l'UE n'a pas de mandat pour engager le dialogue avec la Russie au nom de l'UE » ; pour Jens Stoltenberg « Viktor Orbán ne représente pas l'Otan à ces rencontres, il représente son propre pays », pour le ministère des Affaires étrangères ukrainien « la décision d'effectuer ce voyage a été prise par la partie hongroise sans aucun accord ou coordination avec l'Ukraine ».

## Comparaison et analyse
Il y a une disparition des deux priorités de la précédente présidence belge que sont l'écologie et la protection de l'État de droit, mais « les 27 surveilleront de près les actions de la Hongrie ».